# جزيرة أوكارا
جزيرة أوكارا (بالسواحلية: Kisiwa cha Ukara) كما تُعرف أيضاً باسم جزيرة بوكارا هي جزيرة تقع في بحيرة فيكتوريا وتتبع لتنزانيا. تقع أوكارا على بعد عشرة كيلومترات شمال جزيرة أوكيريوي الواقعة ضمن مقاطعة أوكيريوي بإقليم موانزا.
إن ما يجعل الجزيرة ملحوظة هو تمتعها بمنظومة فريدة من نوعها قائمة على الأعمال المكثفة التي يمارسها سكانها الأصليون مضافاً إليها اشتغالهم بالزراعة، وذلك باستخدام تقنيات زراعية متقدمة، وهو ما يترجم على أرض الواقع بالمقابل بوجود كثافة سكانية عالية على الجزيرة.
وقع بالقرب من الجزيرة حادث بتاريخ 20 سبتمبر عام 2018 حين غرقت عبّارة إم في نيرير خلال سفرها بين جزيرتي أوكيريوي وأوكارا مما أدى إلى مصرع مئات الأشخاص الذين كانوا على متنها.

## وصلات خارجية
- «بوكارا» - مقالة حول اقتصاد جزيرة أوكارا، نيويورك تايمز (20 يونيو عام 1920). (بالإنجليزية)
- معرض صور حول جزيرة أوكارا (بالإنجليزية)
- «درس أوكارا» - معهد لودفيج فون ميزس (ديسمبر 1999). (بالإنجليزية)
- خريطة مفصّلة لجزيرة أوكيريوي وجزيرة أوكارا